# México nos Jogos Olímpicos de Verão de 2016
México participou dos Jogos Olímpicos de Verão de 2016, que foram realizados na cidade do Rio de Janeiro, no Brasil, entre os dias 5 e 21 de agosto de 2016.
Desde a estreia olímpica nos Jogos Olímpicos de Verão de 1900 em Paris, o México participou de 23 edições dos Jogos, somando 66 medalhas (13 de ouro, 24 de prata e 29 de bronze). Os dois primeiros ouros vieram no hipismo, em Londres 1948; e o mais recente, no futebol, em Londres 2012.
A atleta Maria Guadalupe Gonzalez ganhou a medalha de prata na Marcha atlética 20km feminina no dia 19 de agosto de 2016. Ela atingiu a marca de 1m28s37. 
O atleta Misael Uziel Rodriguez ganhou a medalha de bronze no Boxe peso médio (75kg) masculino no dia 18 de agosto de 2016.